# Prunelle de Troyes
La Prunelle de Troyes est une liqueur à 40° élaborée à base de noyaux de prunelle, distillée depuis 1840. 
Elle se fabrique à partir de noyaux de prunelle qui sont broyés et mis en macération dans de l'alcool, avant une double distillation effectuée dans un alambic. 
Sa fabrication s’effectue dans la distillerie du Cellier Saint Pierre, située près de la cathédrale de Troyes.
Elle obtient la médaille d’or à l’exposition universelle de Paris en 1900.
Le Triffoire chaource affiné à la prunelle de Troyes a obtenu au Mondial du fromage, la médaille d'argent le 10, 11 et 12 septembre 2023.